# Franjo Wölfl
Franjo « Mara » Wölfl (né à Zagreb le 18 mai 1918 - mort le 8 juillet 1987) était un footballeur international yougoslave d'origine croate.

## Biographie
Il jouait au poste d'attaquant au Dinamo Zagreb et en équipe de Croatie pour laquelle il compte 18 sélections et 12 buts entre 1940 et 1944. Cinquante ans avant l'avènement de la génération des Davor Šuker, Zvonimir Boban et Robert Prosinečki, il fut l'un des premiers grands joueurs croates de l'histoire.